# Ousseynou Thioune
Ousseynou Thioune (ur. 19 września 1995 w Dakarze) – senegalski piłkarz występujący na pozycji pomocnika w Anorthosisie Famagusta.